# Sapphics
Sapphics – wiersz angielskiego poety Algernona Charlesa Swinburne’a poświęcony greckiej poetce Safonie. Utwór jest napisany czterowersową zwrotką noszącą jej imię (strofą saficką). Składa się z dwudziestu zwrotek o kształcie 11/11/11/5.
All the night sleep came not upon my eyelids,
Shed not dew, nor shook nor unclosed a feather,
Yet with lips shut close and with eyes of iron
Stood and beheld me.
Inspirowany lub nazwiązujący do wierszów Safony (Sappho 31, „Oda do Anaktorii”) i (Sappho 1, „Oda do Afrodyty„) .
Wiersz pozytywnie ocenił William Faulkner.